# NGC 3553
NGC 3553 este o galaxie lenticulară situată în constelația Ursa Mare. A fost descoperită în 13 martie 1885 de către Guillaume Bigourdan⁠(d).